# Renia plenilinealis
Renia plenilinealis är en fjärilsart som beskrevs av Augustus Radcliffe Grote 1872. Renia plenilinealis ingår i släktet Renia och familjen nattflyn. Inga underarter finns listade.